# Жудін Микола Дмитрович
Мико́ла Дми́трович Жу́дін (нар. 14 грудня 1891, Бердичів — пом. 5 грудня 1968, Київ) — український учений, фахівець в галузі металевих та дерев'яних конструкцій і будівельної механіки. Кандидат технічних наук (1933). Професор (1958). Член-кореспондент Академії будівництва і архітектури Української РСР (1958).

## Біографія
Микола Дмитрович Жудін народився 14 грудня  (за іншими даними — 15 грудня ) 1891 року в Бердичеві. Син художника Дмитра Жудіна, брат художниці Ольги Жудіної.
Від 1892 року жив у Кам'янці-Подільському. 1909 року закінчив Кам'янець-Подільську гімназію .
1918 року закінчив Київський політехнічний інститут. Від 1914 року працював техніком Київського округу шляхів сполучень. У 1918—1919 роках був інженером, начальником розвідувальної партії в Управлінні забудови Києва. У 1921—1922 роках перебував у лавах Червоної армії. У 1922—1930 роках працював у Київському політехнічному інституту старшим викладачем, доцентом.
Від 1930 року працював у Київському інженерно-будівельному інституті: засновник і завідувач кафедри дерев'яних і металевих конструкцій (у 1930—1967 роках), проректор із наукової роботи (у 1943—1948 роках), професор (від 1958 року; звання надано без захисту докторської дисертації — за великі заслуги в розвитку науки). Читав курс «Металеві та дерев'яні конструкції».
Водночас — старший науковий співробітник та завідувач відділу Інституту будівельної механіки АН УРСР (1933—1957). У 1940—1941 роках під керівництвом Жудіна в Інституті будівельної механіки АН УРСР виконано велике експериментальне дослідження моделей колон Палацу Рад СРСР. Був також постійним консультантом на великих будовах і в проєктних організаціях Києва.
У роки німецько-радянської війни керував кафедрою будівельних конструкцій Куйбишевського інженерно-будівельного інституту (Росія). Після повернення з евакуації — завідувач кафедри металевих і дерев'яних конструкцій Київського інженерно-будівельного інституту.
Передав Кам'янець-Подільському історичному музею-заповіднику велику колекцію картин батька та сестри.
Нагороджено орденом «Знак Пошани» та медаллю.

## Наукова діяльність
Автор понад 30 наукових праць, зокрема п'яти монографій, присвячених дослідженню пластичних деформацій в стальних конструкціях. Основні з них відносяться до 1933—1939 років. Книга «Стальные конструкции» (Москва, 1957) рекомендована Міністерством вищої освіти СРСР як підручник для інженерно-будівельних вищих навчальних закладів.
Основні праці з питань сталевих конструкцій і будівельної механіки.
Підготував 13 кандидатів наук.

## Зовінішні посилання
- Бердичів. Постаті. Жудін Микола Дмитрович [Архівовано 19 червня 2016 у Wayback Machine.]